# Teretrius novaeguineae
Teretrius novaeguineae är en skalbaggsart som först beskrevs av Heinrich Bickhardt 1918.  Teretrius novaeguineae ingår i släktet Teretrius och familjen stumpbaggar. Inga underarter finns listade i Catalogue of Life.